# Tzihuacxochitzin I
Tzihuacxochitzin I fue reina consorte de Azcapotzalco como esposa del rey Tezozómoc, quien fue muy famoso.
Era hija del noble dignatario llamado Huitzilaztatzin. Se casó con Tezozómoc, y Chimalpahin menciona que tuvieron diez hijos:
- Epcoatzin
- Icel Azcatl
- Itzpapalocihuatl
- Aculnahuacatl Tzaqualcatl
- Tlacochcuecihuatl
- Chichilocuili
- Maxtla
- Xaltemoctzin
- Xiuhcanahualtzin
- Cuacuauhpitzáhuac

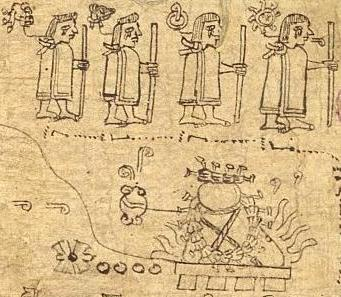
Esta imagen muestra el funeral del marido de Tzihuacxochitzin.

Xaltemoctzin tuvo una hija llamada Tzihuacxochitzin, llamada así en honor a su madre.
Tzihuacxochitzin fue abuela de Tecollotzin, Tlacatéotl, Matlalatzin y Huacaltzintli. Es posible que fuera madre de la reina Ayauhcíhuatl, madre del emperador azteca Chimalpopoca.